# The Tears
The Tears est un groupe de rock britannique, originaire de Londres, en Angleterre. Il est formé en 2004 par Brett Anderson et Bernard Butler, anciens membres du groupe Suede.

## Biographie

### Formation (2004)
Beaucoup ont oublié comment deux artistes aussi fantasques que Bernard Butler et Brett Anderson se sont retrouvés alors qu’ils s’étaient haïs pendant un temps,. Anderson décrit son rabibochage avec son ancien partenaire Butler comme cela : « On sortait pour une nuit de beuverie. Je l’ai appelé et nous sommes sortis pour manger un poulet au curry et boire. Ensuite, le lendemain il est revenu avec ses chansons et ce fut tout. » Bien que Butler et Anderson ne s’étaient pas parlé depuis les années Suede, Anderson affirme que se remettre au travail avec Butler n’était pas difficile. Le groupe choisit un nom d’après le dernier vers d’un poème de Philip Larkin, Femmes damnées : « le seul bruit entendu est le son des larmes ».
Anderson explique aussi à propos de cette nouvelle collaboration avec Butler : « Pendant des années, après que Bernard eut quitté Suede, c’était moi qui faisais le show, mais maintenant les choses ont changé. J’ai l’impression que nous nous affrontons l’un et l’autre dans une sorte de compétition amicale. Quand nous étions à notre meilleur, c’était toujours comme ça, chacun essayant de faire mieux que l’autre. »

### Débuts (2004–2005)
Le groupe joue son tout premier concert le 14 décembre 2004 au Oxford Zodiac. Les choses se passent comme prévu pour le « nouveau » groupe, et la plupart des nouvelles chansons sont bien reçues par ceux qui attendaient leur première apparition. Quand un fan leur demande pendant le concert de jouer la chanson The Drowners de Suede, Anderson répond : « Est-ce que quelqu’un nous avait dit qu’ils voudraient que nous jouions The Drowners ? Ils sont venus pour le mauvais spectacle ».
Hormis quelques critiques relativement mineures à propos de cet incident pendant leur premier concert, le groupe a droit à un article pour la chanson Refugees et une interview d’Anderson ainsi qu’un poster dans le Sun du 15 avril. Un article d’envergure d’Alex Petridis dans The Guardian se termine avec cette note extrêmement optimiste : « le duo semble artistiquement revigoré par cette association. Anderson parle avec excitation des chansons des Tears comme la ballade Asylum inspirée par la lutte de son frère avec la dépression, comme s’il s’était détaché des clichés de Suede ou de Brett Anderson … ce n’est pas, vous savez, un territoire opiacé». Il y a même une allusion à l’ancien éclat provocateur et à l’arrogance quand la discussion se tourne vers le futur : Here Comes the Tears a l’air d’un début. Cela s’améliorera largement. Sur cela, au moins, il n’y a pas d’allusion à des désaccords. « Cet album est un peu comme faire des vagues avec un bateau. Il y a eu quelques éclaboussures », acquiesce Butler. « La prochaine fois, je veux mettre toute la voilure et voir ce qui se passe ». 
Depuis le début, Anderson et Butler sont très insistants sur le fait que le groupe ne jouerait aucune chanson de Suede. Les choses changeront avec le temps néanmoins comme quand le groupe terminera en jouant la face B du titre de Suede, The Living Dead avec une réception enthousiaste lors d’un rappel pendant leur concert au Sheffield Leadmill en avril. Le 25 avril 2005, c’est la sortie du premier single du groupe, Refugees. Le single est un vrai succès et se place à la neuvième place dans le Top 10.

### Here Comes the Tears(2005–2006)
L’album du groupe, Here Comes the Tears, suit le 6 juin 2005. Il est accompagné d’une multitude d’articles qui aide à consolider le retour du groupe, bien qu’il ne parvienne pas à entrer dans le Top 10,. À la fin du mois de juin, le groupe joue sur la scène du John Peel au festival de Glastonbury. Le second single issu de l’album, intitulé Lovers sort le 27 juin. Bien qu’il obtienne un classement plus bas que le précédent single, il parvient à occuper une place honnête dans le Top 25. Plus d’un mois après, le chanteur Anderson annonce qu’il pourrait sortir son album solo longtemps attendu entre la tournée pour Here Come the Tears et la sortie du prochain album du groupe. Après avoir joué dans quelques festivals et fait des concerts à l’étranger, le groupe annonce une tournée européenne avec des dates en octobre et novembre. Cependant, au désarroi de beaucoup de fans, ils décident plus tard d’annuler cette tournée préférant commencer le travail pour le second album. Peu de temps après ; le groupe est lâché par son label.
En avril 2006, Anderson laisse un message sur le forum du groupe annonçant la séparation temporaire en expliquant que : « Personne n’avait jamais voulu se faire rattraper par la besogne d’un cycle complet de tournée – enregistrement – tournée de toute façon ». De plus, il annonce qu’il a fini son album solo et qu’il pourrait voir le jour au début de l’année 2007, ce qui sous-entend que le second album des Tears sortirait probablement après ça. Le 29 août, le site officiel du groupe et le forum sont fermés. En 2007, Anderson révèle la séparation officielle de The Tears.

## Discographie

### Albums studio
- 2005 : Here Comes the Tears

### Singles
- 2005 : Refugees
- 2005 : Lovers